# 约翰·戴维斯 (探险家)
约翰·戴维斯（英語：John Davis，1550年—1605年12月29日），文艺复兴时期欧洲航海家。他曾为寻找一条西北通道而进行探险航行活动。他还发明了反向高度观测仪。观测者可以凭借此仪器不需要面对太阳即计算出纬度。